# Goriška vas, Mirna Peč
Goriška vas este o localitate din comuna Mirna Peč, Slovenia, cu o populație de 71 de locuitori.